# Панфиловское
Панфиловское (кирг. Панфилов) — село в Панфиловском районе Чуйской области Кыргызстана. Входит в состав аильного округа Курама. Код СОАТЕ — 41708 219 836 01 0.

## История
Указом Президиума Верховного Совета Киргизской ССР от 2 апреля 1942 г. в составе Фрунзенской области образован Панфиловский район, с центром в селении Старо-Николаевка, за счет разукрупнения Калининского района той же области. Тем же указом селение Старо-Николаевка переименовано в Панфиловское.

## Население
| год     | 2009 | 2014 | 2015 |
| ------- | ---- | ---- | ---- |
| человек | 7762 | 7834 | 7904 |